# Luna Maxeiner

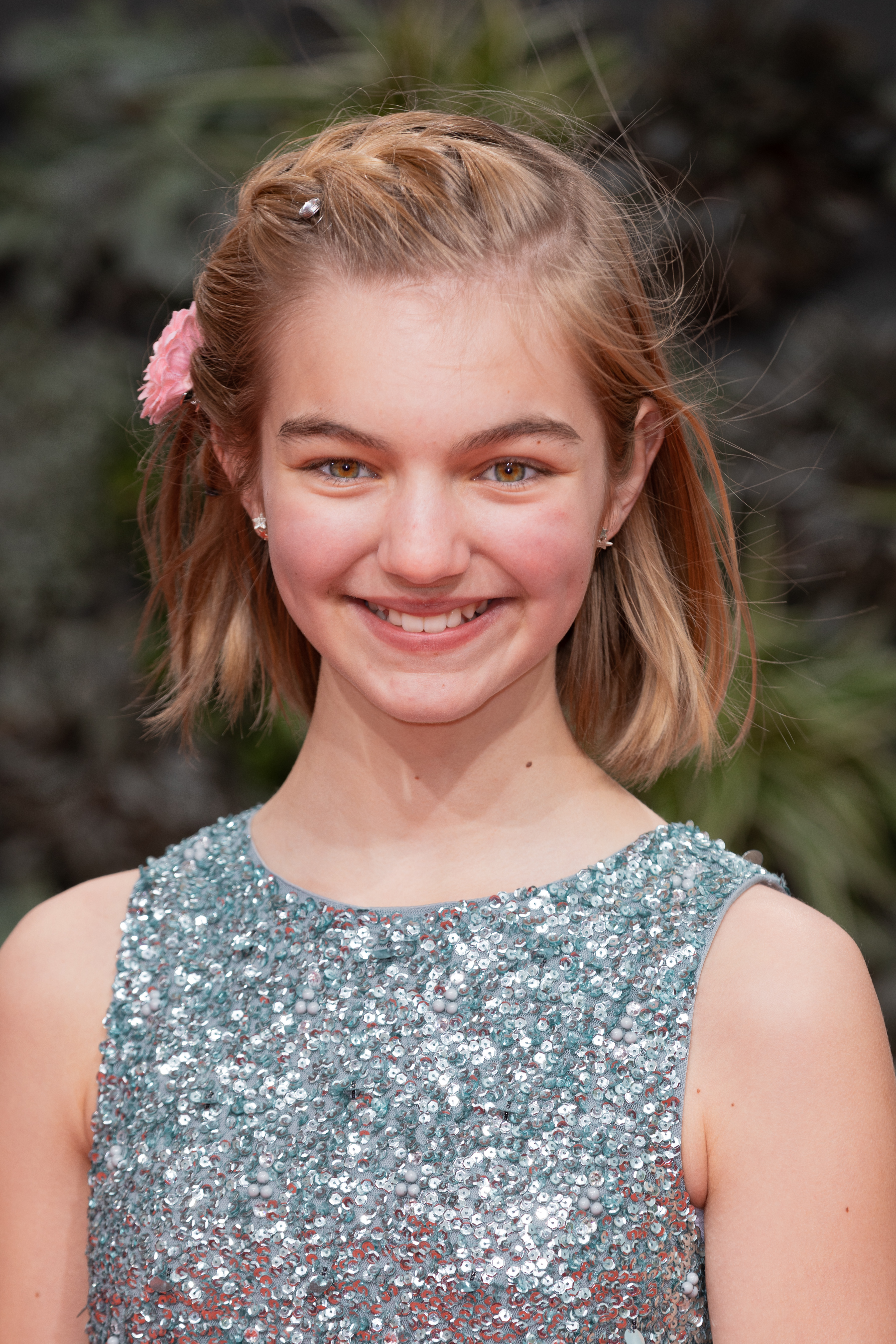
Luna Maxeiner beim Deutschen Filmpreis 2019

Luna Marie Maxeiner (* 2006 in Köln) ist eine deutsche Schauspielerin.

## Leben
Maxeiner bewarb sich auf Empfehlung einer Freundin ihrer Mutter bei einer Casting-Agentur. Ihre erste Rolle hatte sie 2016 in insgesamt drei Episoden der Fernsehserie Club der roten Bänder, wo sie die Rolle der Sara Winter verkörperte. 2018 war sie in einer Episode der Fernsehserie Sankt Maik und in einer Nebenrolle in dem Spielfilm Ein Anderer zu sehen. 2019 verkörperte Maxeiner in dem Kinofilm Rocca verändert die Welt die titelgebende Hauptrolle. Dadurch erlangte sie gewisse Popularität bei Zuschauern in ihrer Altersklasse. 2020 folgte eine Besetzung in dem Film Takeover – Voll Vertauscht.

## Filmografie
- 2016: Club der roten Bänder (Fernsehserie, 3 Episoden)
- 2018: Sankt Maik (Fernsehserie, Episode 1x10)
- 2018: Ein Anderer
- 2019: Rocca verändert die Welt
- 2020: Takeover – Voll Vertauscht